# Asimov (cratera)
Asimov é uma cratera de impacto no quadrângulo de Noachis, em Marte. Ela se localiza a 47º latitude sul e 355.5º longitude oeste, possui 84 km de diâmetro e recebeu este nome em honra a Isaac Asimov (1920–1992), um bioquímico e escritor americano.

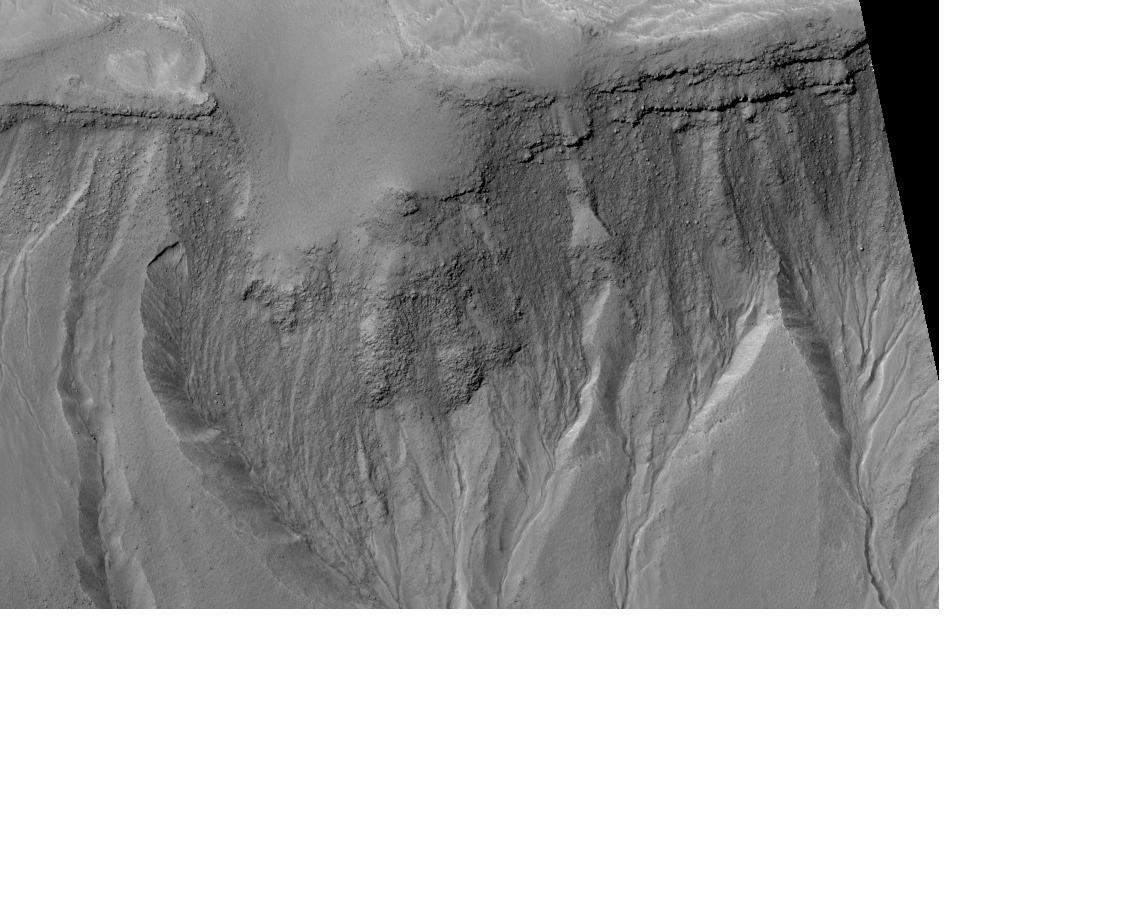
Ravinas em um montículo na cratera Asimov, visto pela HiRISE.
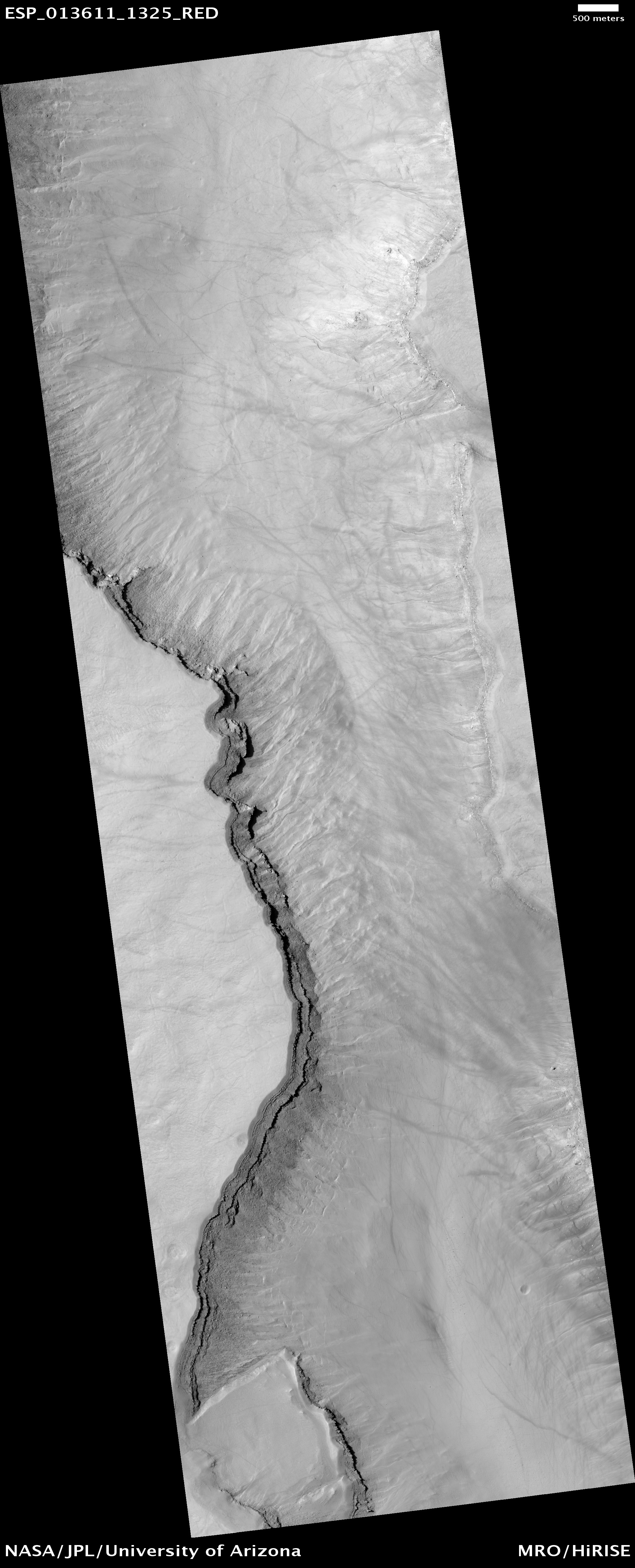
Camadas na encosta oeste da cratera Asimov, visto pela HiRISE.

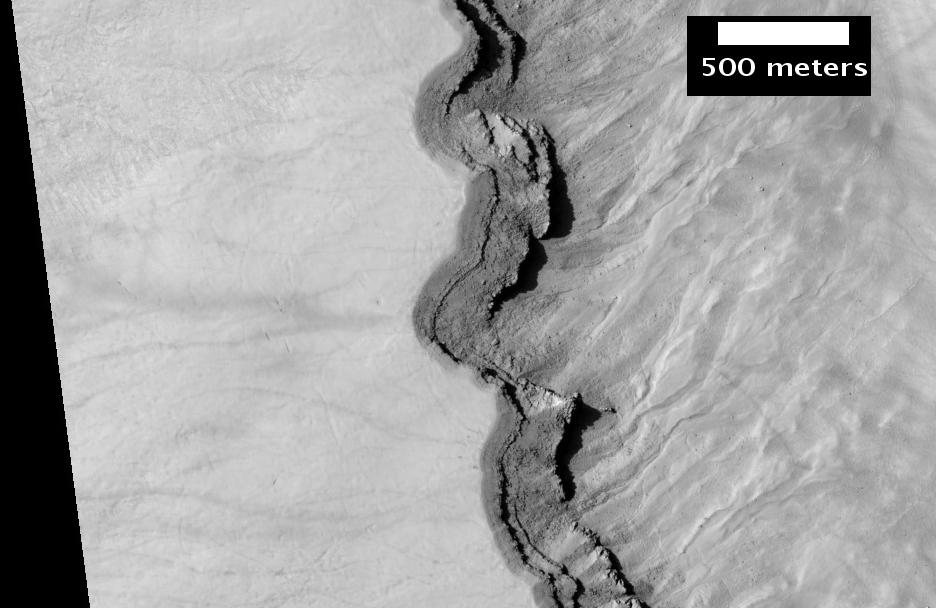
Imagem aproximada das camadas na encosta ocidental da cratera Asimov.  A sombra realça a saliência.  Algumas das camadas são muito mais resistentes à erosão, fazendo com que estas se sobressaiam. Imagem da HiRISE.
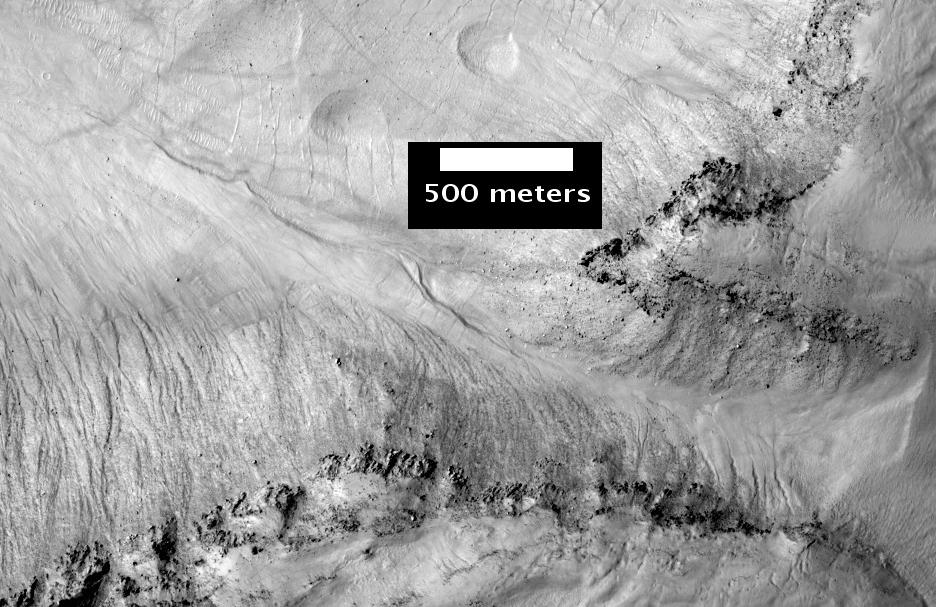
Encosta oriental da cavidade central da cratera Asimov, visto pela HiRISE.  Clique na imagem para mais detalhes das ravinas.